# Lingue khoe-kwadi
Le lingue khoe-kwadi, conosciute anche come lingue khoisan centrali, sono un gruppo di lingue parlate nell'Africa sudoccidentale (Namibia, Botswana, Angola e Repubblica Sudafricana). Appartengono alla famiglia delle lingue khoisan.
Il gruppo delle lingue khoe-kwadi è costituito dal grande raggruppamento delle lingue khoe, che comprende le più importanti lingue della famiglia khoisan, e dalla lingua kwadi, una lingua estinta un tempo parlata in Angola.
Il gruppo delle lingue khoe-kwadi potrebbe avere dei legami con la lingua sandawe, una lingua della stessa famiglia parlata in Tanzania e considerata a sé stante nel panorama della famiglia linguistica khoisan. Si pensa infatti che le popolazioni khoe-kwadi possano avere colonizzato l'Africa meridionale (loro attuali zone di stanziamento) provenendo dall'Africa orientale (zona di stanziamento della popolazione Sandawe) entrando in contatto con le popolazioni san che occupavano il bacino del Kalahari e le aree circumvicine. Le lingue khoe-kwadi mostrano anche una certa differenziazione rispetto agli altri due grandi gruppi di lingue khoisan dell'Africa meridionale, le lingue juu e le lingue tuu, che sono fra di loro molto più vicine e molto più omogenee al loro interno.
Come tutte le lingue khoisan, anche le lingue khoe-kwadi sono lingue tonali, contraddistinte dalla presenza di un gran numero di consonanti clic.